# Jacinto Gómez Pastor

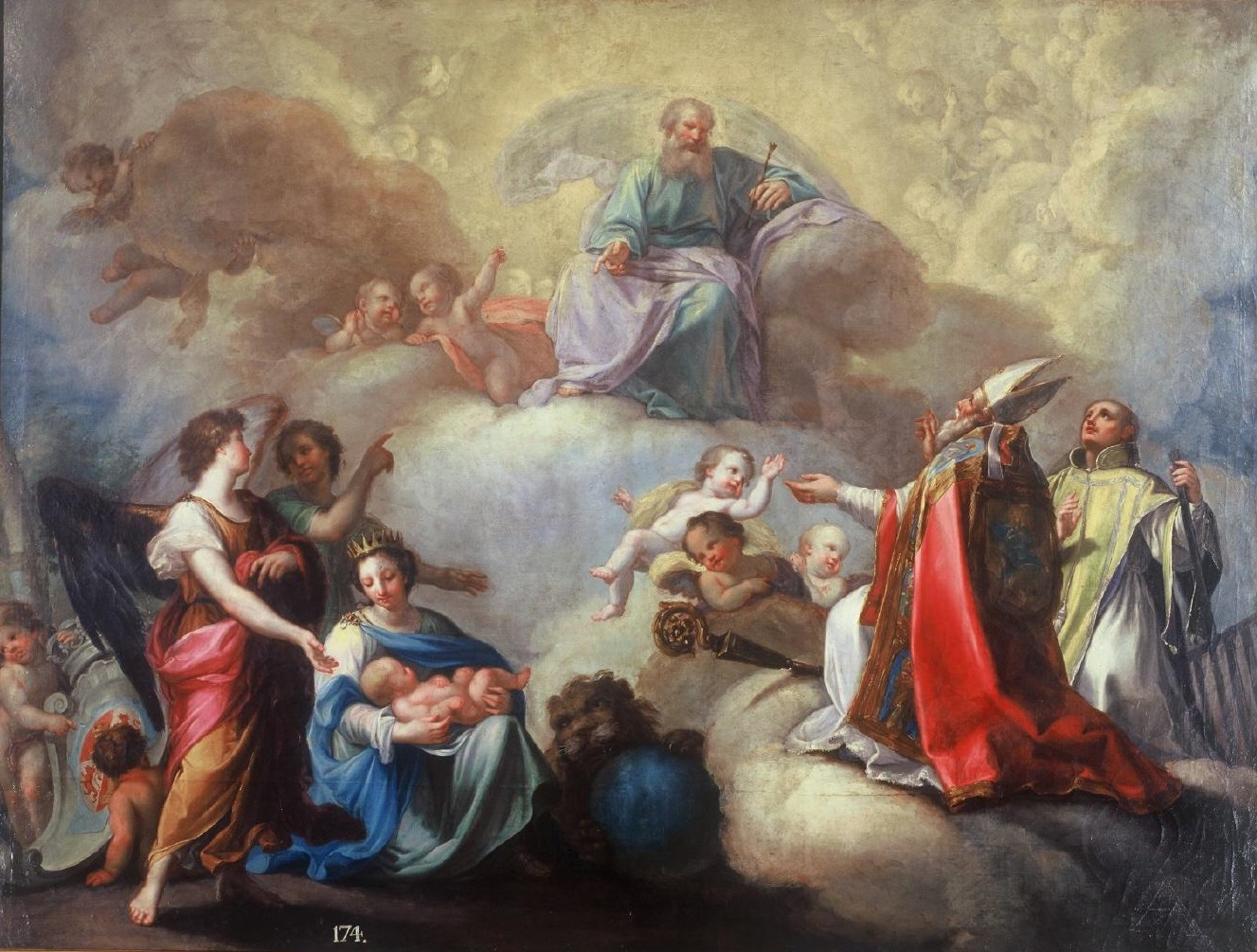
Alegoría del nacimiento del infante Carlos Clemente, 1772. Óleo sobre lienzo, 125 x 165 cm, Madrid, Real Academia de Bellas Artes de San Fernando.

Jacinto Gómez Pastor (La Granja de San Ildefonso, 1744-Madrid, 1812) fue un pintor español, pintor del rey y pintor de cámara de Carlos IV encargado de la restauración de los cuadros de las colecciones reales.

## Biografía
Hijo de Francisco Gómez y de Josefa Pastor, nació en el Real Sitio de la Granja de San Ildefonso el 4 de julio de 1744 y fue bautizado nueve días más tarde. No figura matriculado en la Real Academia de Bellas Artes de San Fernando, pero en 1766 concurrió al premio de segunda clase por la pintura y en 1772 obtuvo por delante de Gregorio Ferro el primer premio de la primera clase, al que, según las bases, debía presentar en la prueba de pensado, a Dios Padre encomendando la custodia del infante a los Santos Ángeles, a san Lorenzo y a san Genaro (Alegoría del nacimiento del infante Carlos Clemente, Madrid, Real Academia de Bellas Artes de San Fernando). Gozó de la protección del infante Luis de Borbón, hermano de Carlos III, que le otorgó una pensión de 200 ducados, renovada por Carlos III a la muerte del infante. En 1776 fue nombrado restaurador de los palacios reales, bajo la dirección de Andrés de la Calleja, cargo que juró en 1783. En su informe favorable Francisco Bayeu decía que Gómez se había formado en la materia bajo la dirección de Antonio Mengs. En marzo de 1795, a la muerte de Bayeu, con quien había aprendido la técnica de la pintura al fresco, obtuvo la plaza de pintor de cámara que dejaba vacante. Falleció el 9 de julio de 1812 tras testar junto con su esposa en el mes de marzo, diciéndose ambos pobres de solemnidad por la «incuria de los tiempos».
Al margen de su trabajo como restaurador de las pinturas de palacio y del cuadro premiado de la Academia de San Fernando, en 1794 firmó ya como pintor de cámara un San José y el Niño para uno de los altares de la catedral de Palencia, lienzo de casi tres metros de alto, y en octubre de 1796 presentó el boceto para la decoración de la cúpula y pechinas del oratorio del palacio de La Granja con la Adoración del Espíritu Santo por los ángeles, proyecto en el que empezó a trabajar en agosto del siguiente año. Desaparecido, su labor en él se conoce únicamente por el boceto conservado en el Museo del Prado. En la ermita de San Antonio de la Florida son suyos los lienzos de los altares colaterales, pintados en 1798, a la vez que Goya se encargaba de la pintura de las bóvedas. Sus asuntos, La Inmaculada Concepción con san Fernando y san Carlos Borromeo, patrones del monarca y del príncipe de Asturias, el futuro Fernando VII, y San Isidro y san Luis de Francia, patrones de las villas de Madrid y de París, constituyen sendas alegorías de la sucesión dinástica y de la unión entre España y Francia en plena Revolución francesa. Participó además en las decoraciones de los techos de la Sala Encarnada y otras salas de la Casa del Príncipe de El Escorial y se hizo cargo de la decoración de la botica del Palacio Real, en la calle del Tesoro, destruida al abrirse la Plaza de Oriente.
Su hijo Dionisio Gómez aparece documentado en 1812 y 1813 al servicio de Goya: él se ocupó de pintar la palabra Constitución ocultando el retrato de José I Bonaparte en la Alegoría de la villa de Madrid pintada por el aragonés.